# Bahía Resurrección
La bahía Resurrección (del inglés: Resurrection Bay) es una bahía de la península de Kenai de Alaska, Estados Unidos. Su mayor asentamiento es Seward (2.830 hab. en 2000), localizado en el fondo de la bahía.
La bahía permanece libre de hielo incluso en invierno, por lo que es fácilmente navegable.

## Historia
Recibe su nombre del comerciante ruso Alexandr Baranov, que se vio forzado a regresar a la bahía durante una tormenta en el golfo de Alaska. La tormenta ocurrió un Domingo de Pascua, por lo que la bahía y el río Resurrección fueron nombrados en honor al día.

## Trivia
El inicio de la película La caza del Octubre Rojo fue filmado en la bahía de la Resurrección, que simula ser el fiordo de Murmansk, en Rusia.

## Galería de imágenes

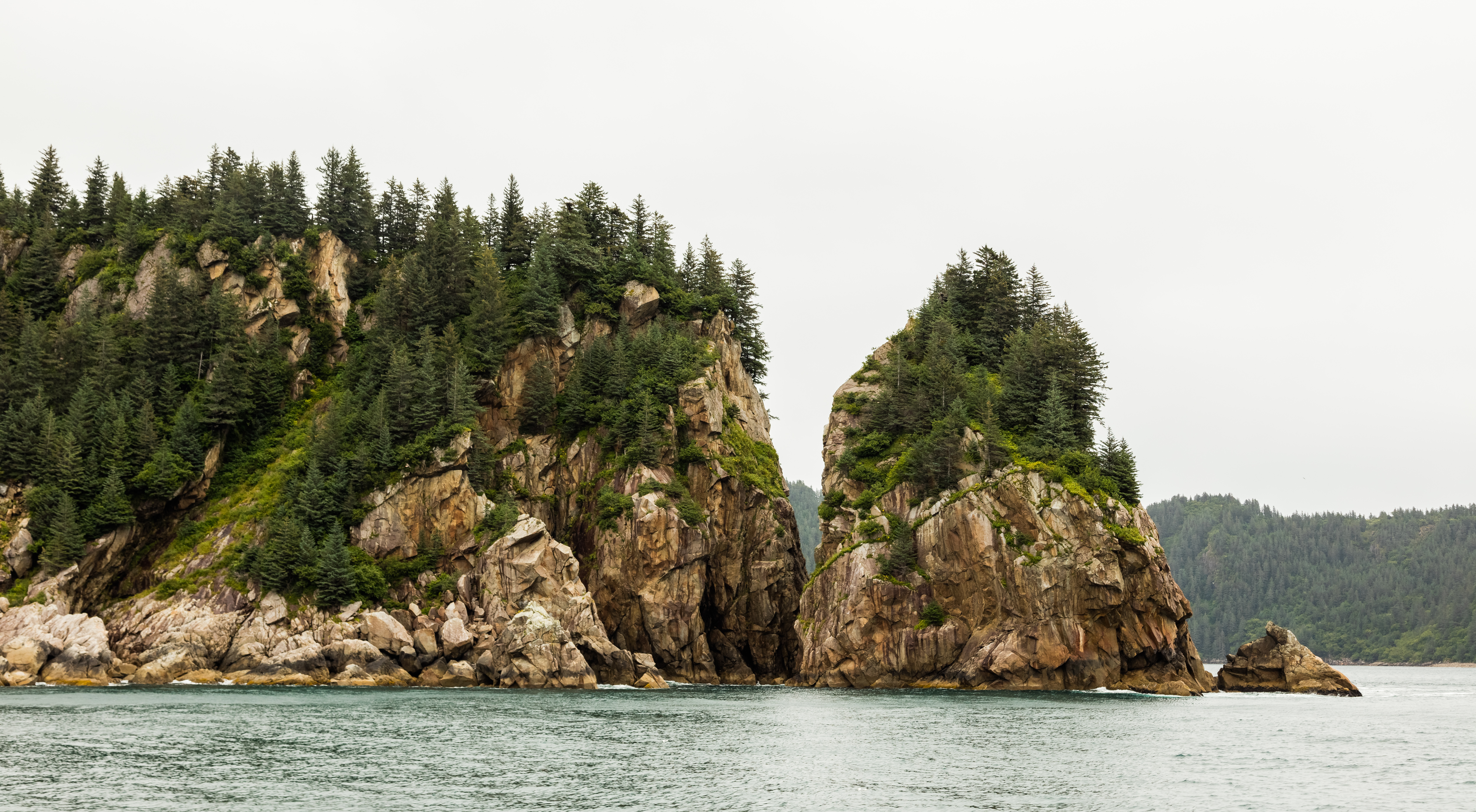
Islotes de la bahía.
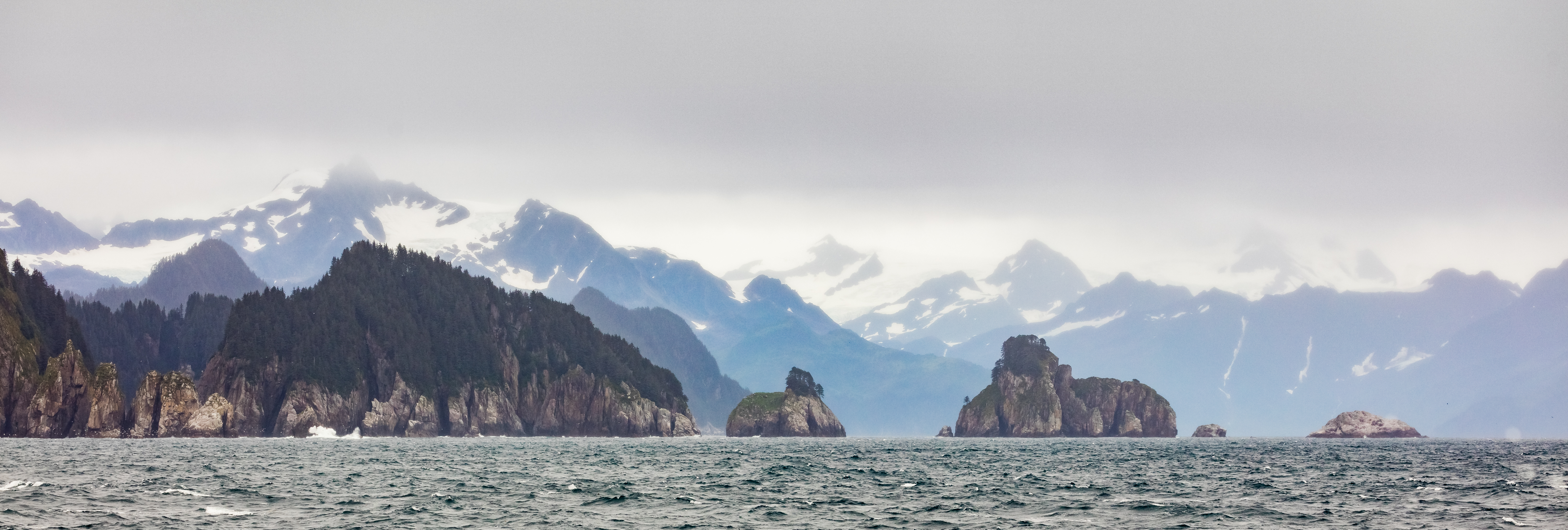
Islotes de la bahía.
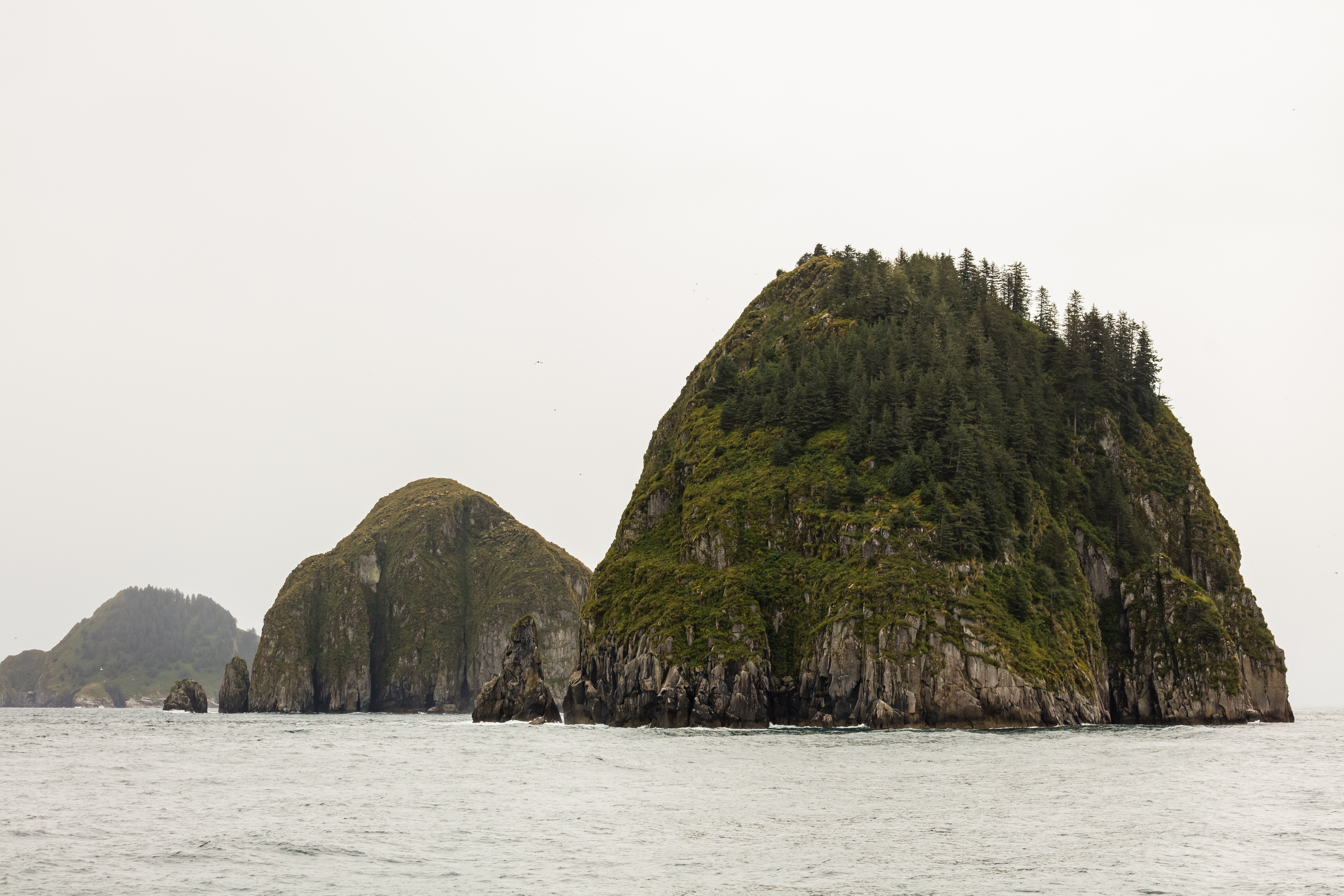
Islotes de la bahía.
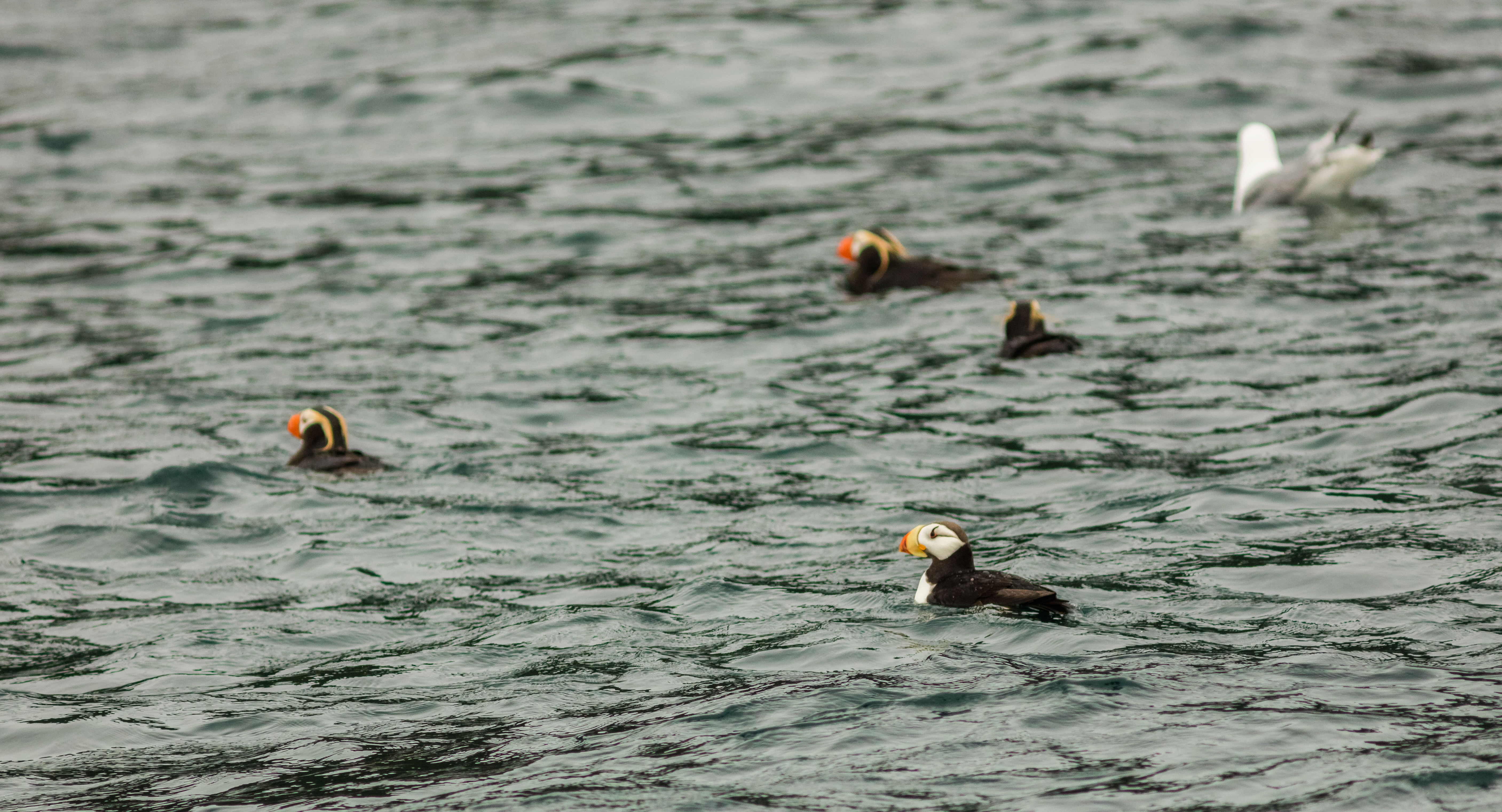
Frailecillos (Fratercula) flotando en la Bahía de la Resurrección.
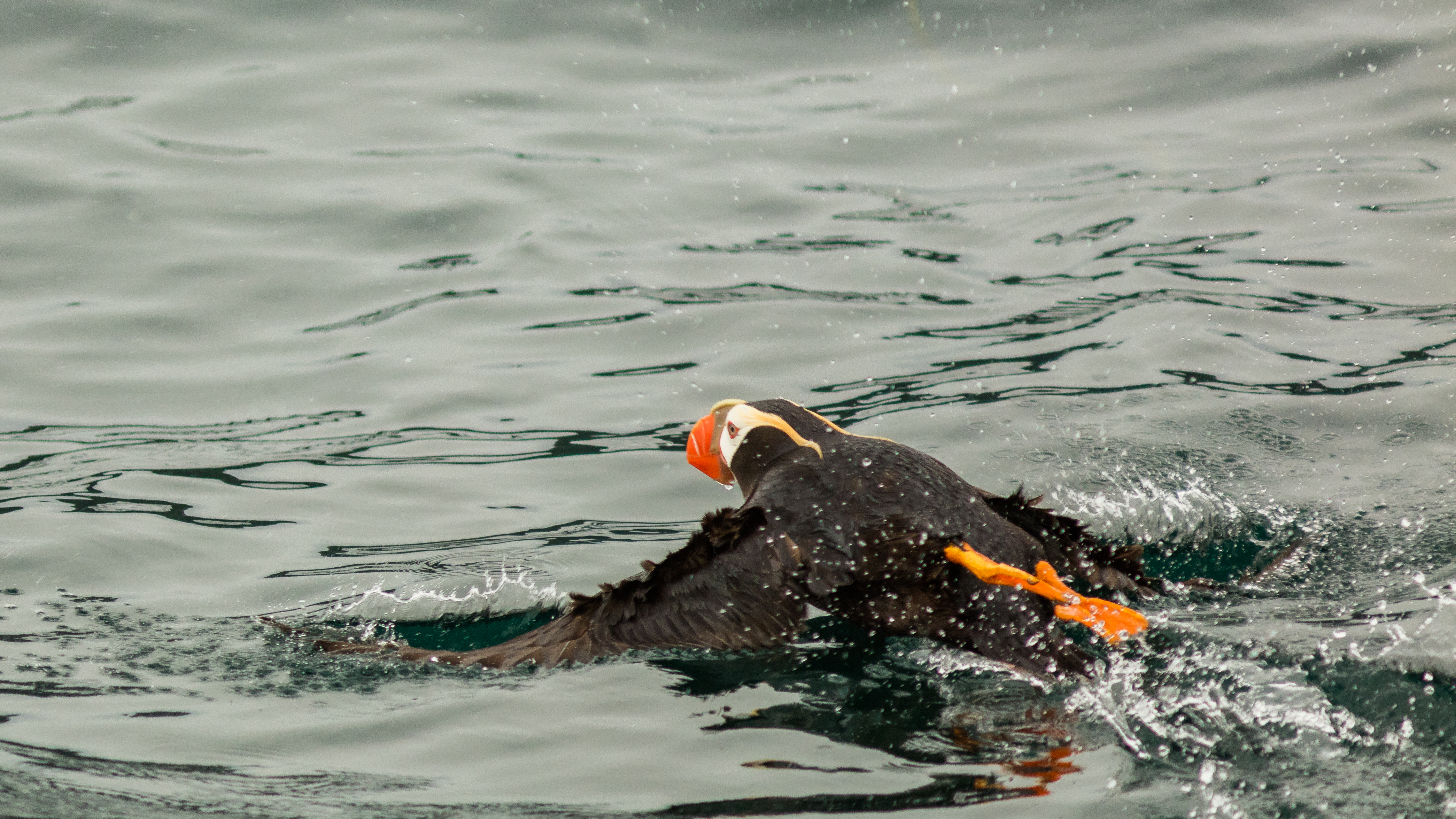
Detalle de un frailecillo coletudo (Fratercula cirrhata) en la bahía.
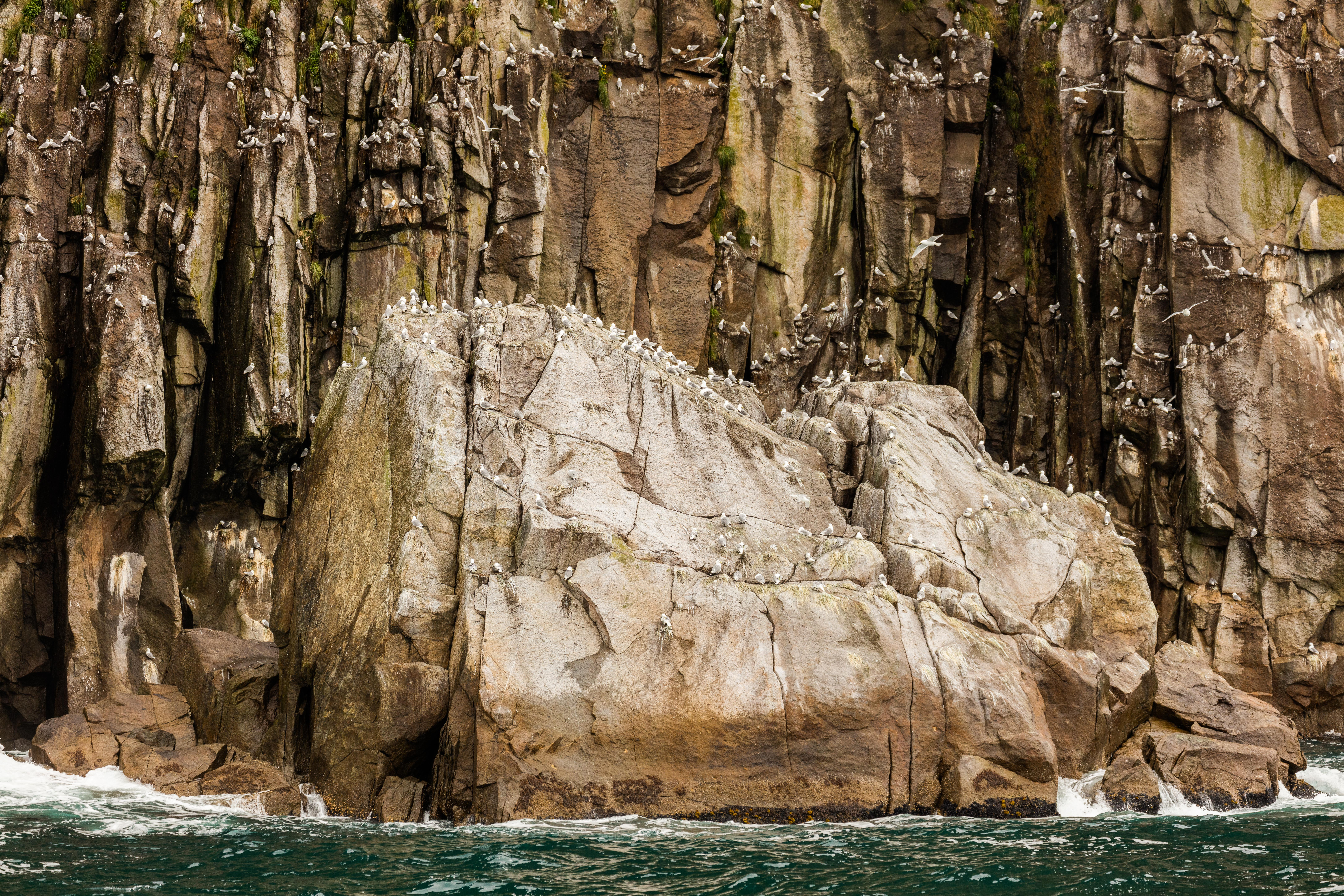
Gaviotas tridáctilas (Rissa tridactyla), Bahía de la Resurrección.
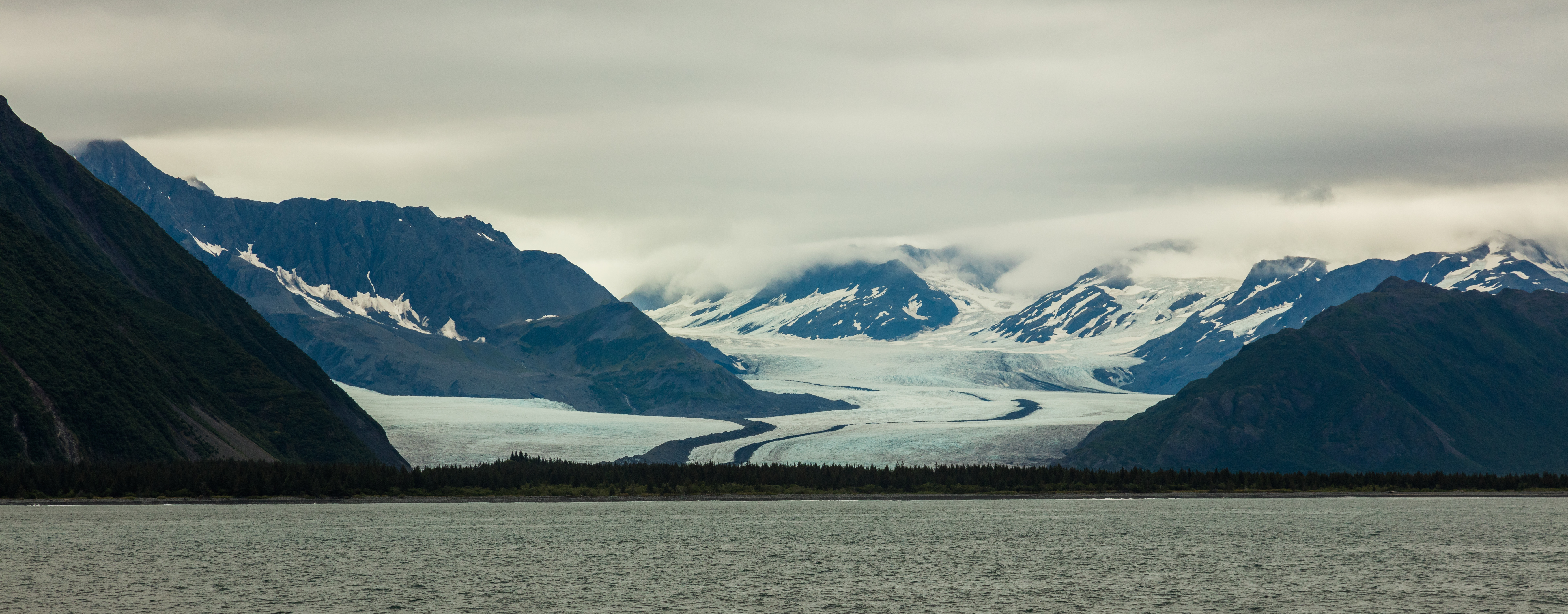
Glaciar del Oso, Bahía de la Resurrección.
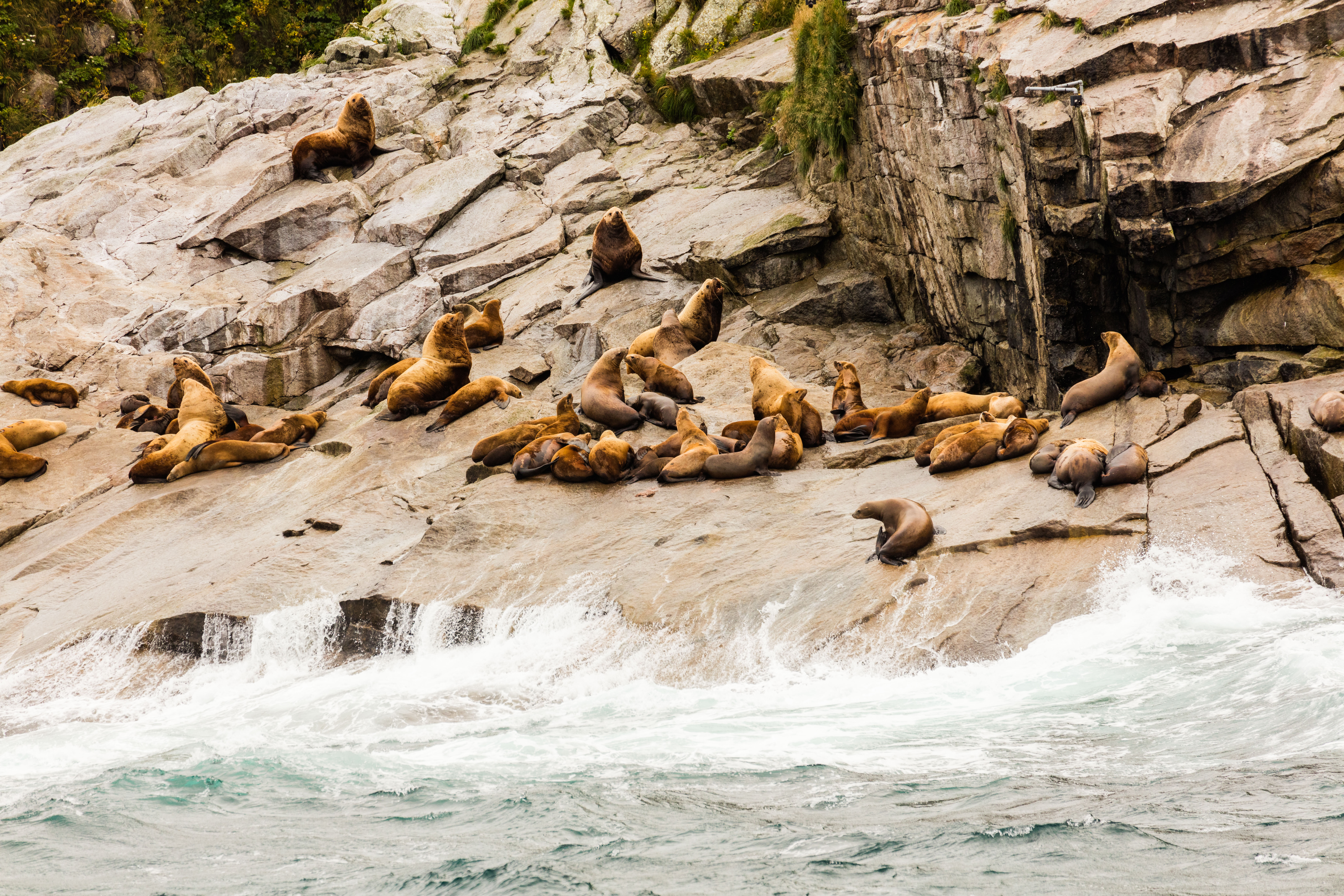
Leones marinos de Steller (Eumetopias jubatus), Bahía de la Resurrección.
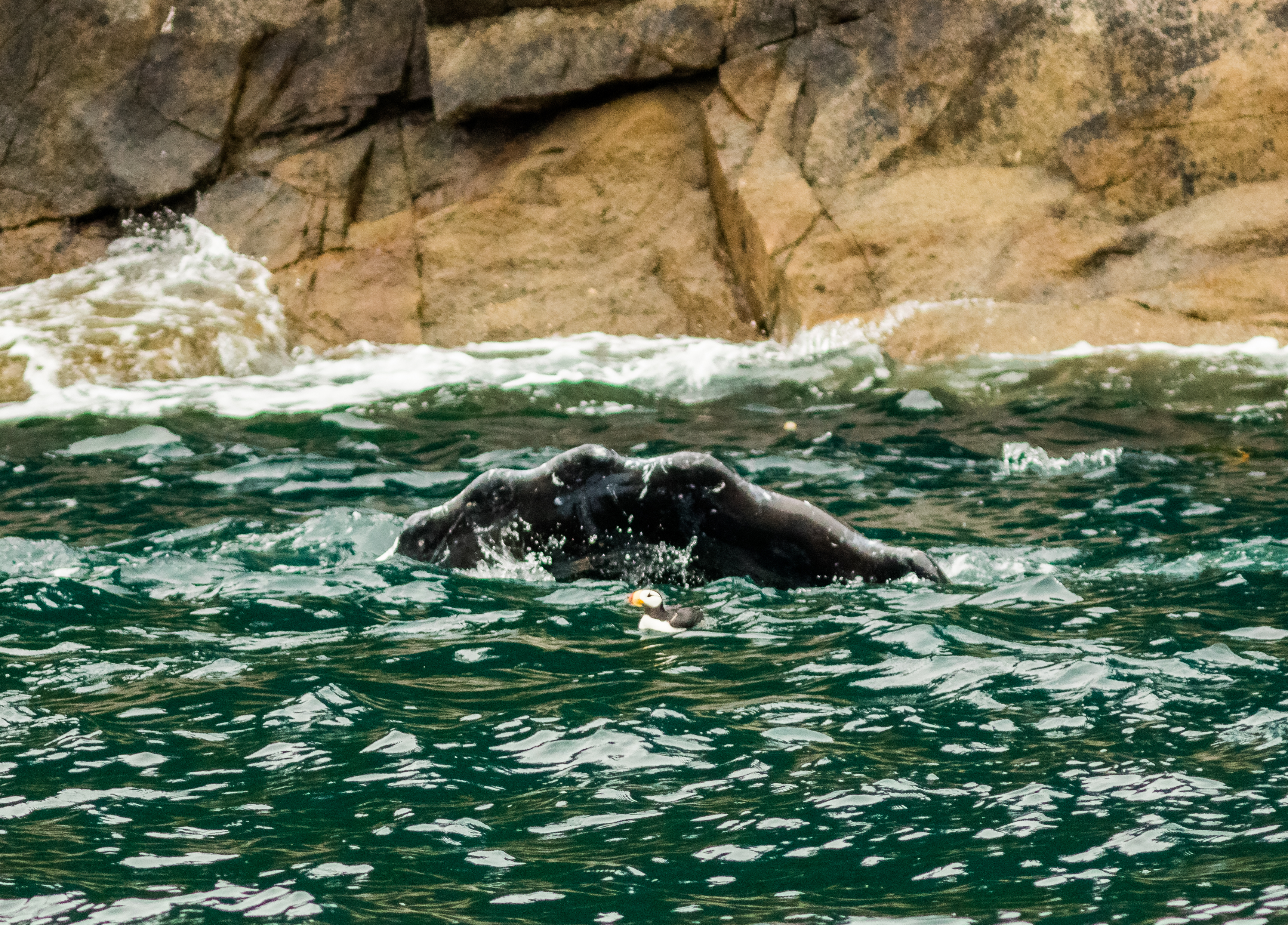
Rorcual común (Balaenoptera physalus), Bahía de la Resurrección.

- Wikimedia Commons alberga una categoría multimedia sobre Bahía Resurrección.

- Datos: Q1718269
- Multimedia: Resurrection Bay / Q1718269